# Thisbe hyalina
Thisbe hyalina is een vlindersoort uit de familie van de prachtvlinders (Riodinidae), onderfamilie Riodininae.
Thisbe hyalina werd in 1867 beschreven door Butler.